# Château de Chaumot
Le château de Chaumot est un ancien château, aujourd’hui disparu, situé dans la commune de Chaumot dans l’Yonne.

## Description
C’était un château considérable, possédant plusieurs grandes pièces d’eau avec sources, plusieurs communs, deux moulins, un grand lavoir, le canal de Chaumot, trois avenues bordées d’ormes, de grands vignobles dont deux caves, beaucoup de jardins, et un très grand parc qui existe encore.
Chaumot se nommait Chaumoth et plus anciennement Calmottum : calm de kal et de calmis signifiant roche ou hauteur dénudée, ce qui s'accorde bien avec l'apparence du site.

## Histoire

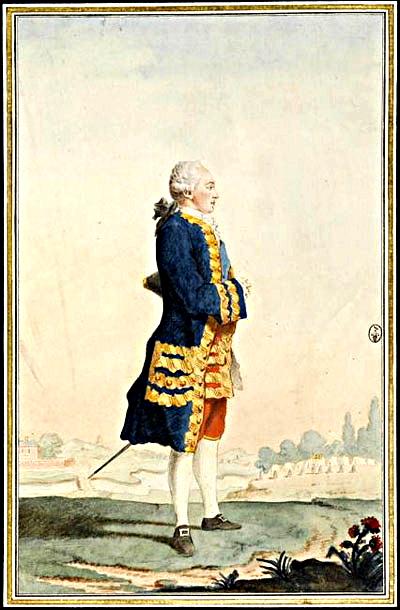
François-Xavier de Saxe et sa propriété du château de Chaumot (Yonne), 1772

Il existait aussi à Chaumot un château voisin (manoir) et ses forges au hameau des Préaux(lt) qui faisait partie du fief du château de Chaumot, il s’est écroulé à la fin du XIIIe siècle, dont on voyait encore les fondements au XVIIIe siècle. Il n’en reste que les bois du Marteau et le château de Mardelin, reconverti en ferme. Le Moulin Neuf et le Moulin Vieux, toujours existants, faisaient aussi partie de ce fief des Préaux. De 1771 à 1791, le duc de Mortemart louait la seigneurie au prince François-Xavier de Saxe.
Le château principal de Chaumot a été édifié au Xe siècle dans le creux du vallon entre le récent hameau Les Vinées et les bois du Parc. Louis IX y séjourna avec son armée, avant de partir en croisade, puis Jeanne d'Arc avant de se rendre à Sens. Reconstruit par André de l’Abbaye, il est racheté des Le Boultz par Paul Delpech, receveur général des finances d’Auvergne, à  Riom, fils de Pierre Delpech (1642-1712), marquis de Méréville. Dans la première décennie du XVIIIe siècle jusqu’en 1714, il le reconstruit en un château « à la moderne », agrémenté de nombreux bassins grâce à une machine hydraulique, de jardins, de communs, etc.

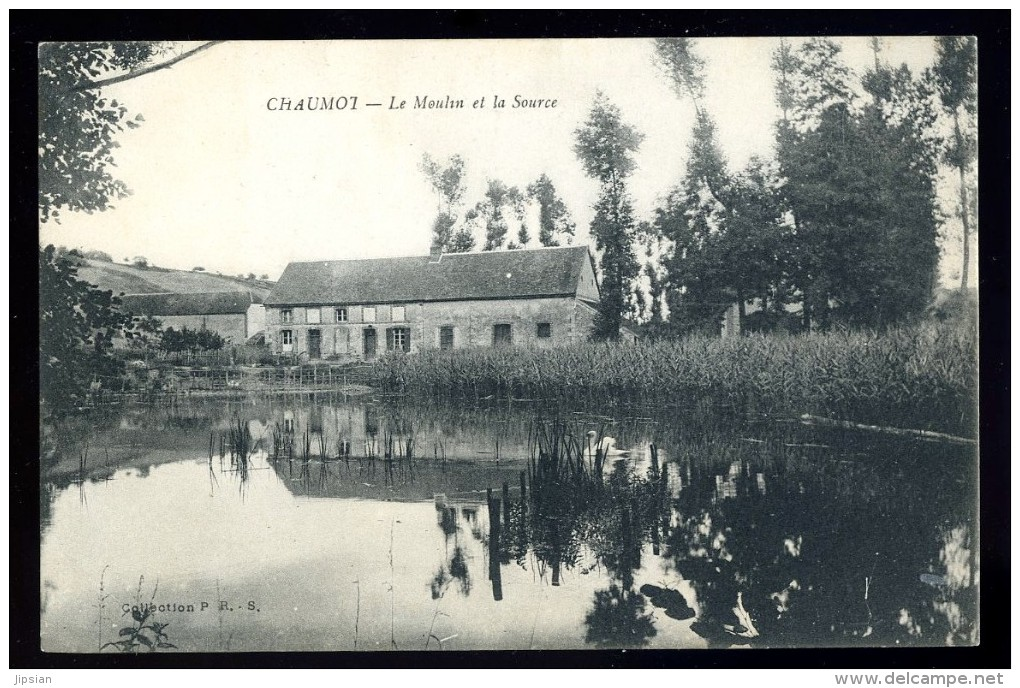
Réservoir inférieur du château de Chaumot en 1900

En 1736, le moulin du château est détruit est remplacé par un lavoir, mais l’actuel lavoir ne date que du XIXe siècle. À sa mort, en décembre 1751, la situation financière de sa succession est si mauvaise que ses trois filles sont obligées de vendre une partie de leurs biens dont le château. Il sera inhumé dans l’église Saint-Louis de Chaumot.
Le 22 octobre 1771 le prince François-Xavier de Saxe acheta de Marie-Madeleine Delpech de nombreuses seigneuries champenoises dont Villeneuve-le-Roi, le château de Chaumot, le château de Mardelin, le petit château Frileux, diverses maisons, auberges, étangs, bois et terres. Selon les travaux de Mathieu Couty et de Patricia Colfort, la population de Chaumot était à 25% germanophone au dès 1771 suivant l'installation au château de la cour de Saxe. Les princesses Béatrix et Cunégonde de Saxe y naquirent et y furent baptisée dans la chapelle Marie-Madeleine du château, dont le tableau du retable fut offert par Xavier à l'église Notre-Dame de l'assomption de Villeneuve-le-Roi.
Mécontent de ce château trop petit, il demande à ses architectes Boulcier et Pierre-Germain Legrand, de nombreux projets : la construction de nouvelles ailes des communs, d'une avenue (allée des Mardelins) et d'un petit théâtre. Seule une aile des communs et la nouvelle avenue furent réalisées entre 1772 et 1773. En 1771, il demande pour sa chapelle, au sculpteur Jean-Baptiste Pigalle, un crucifix de marbre afin d'y mettre un Christ d'ivoire. En 1772, il fait venir en bateau depuis Dresde par le Havre ses collections. En 1775, il déménage au château de Pont qui devient sa résidence ordinaire en France. 
Le château « retiré » des mains du prince en 1792 et décrété bien national, sera incendié par les habitants, les vases d’ornements, portes, soupapes des bassins et barrières détruites, victime de plusieurs vols dont plusieurs milliers de livres de plombs, ferrailles ; le colombier et la machine hydraulique sont détruits. Il sera question de le rénover en manufacture, fabrique, ou lieu d’instruction publique, mais le château ne résiste pas aux intempéries, et se dégrade de jour en jour.
À la fin de la Terreur, la demeure est pillée, puis vendue en « pièces détachées » par les filles du prince de Saxe de 1809 à 1818.

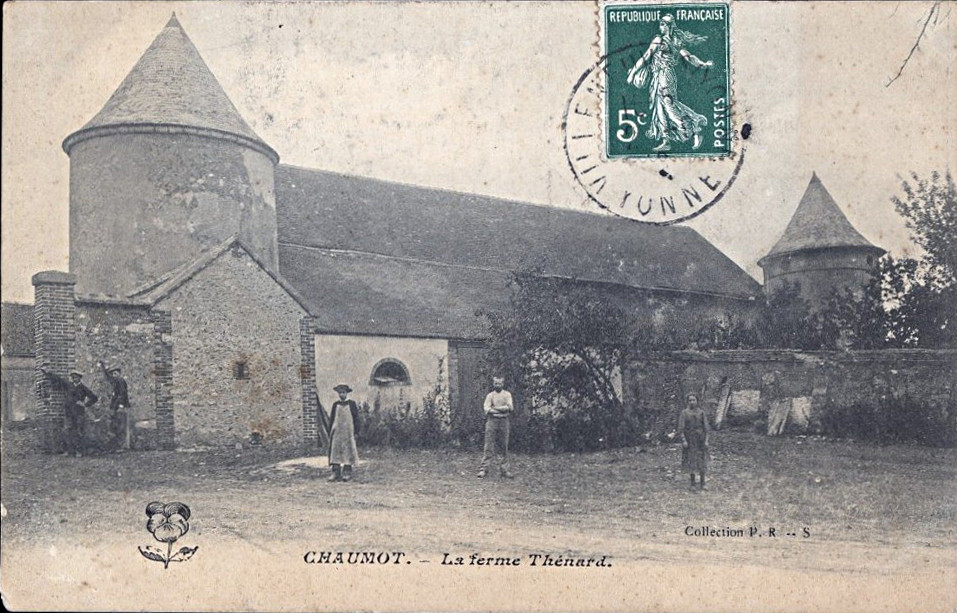
Ferme du manoir Thénard à Chaumot et les tourelles déplacées du château, 1900

Casimir Perier achète le domaine en 1818, puis Louis Jacques Thénard en 1830 qui en déplace les deux tourelles toujours intactes parmi les ruines et les rattache à sa ferme à Chaumot, il n’en reste actuellement plus qu’une seule. L’historien et lithographe Victor Petit écrivit dans l'annuaire historique du département de l'Yonne à ce sujet : « On vendit à vil prix, et avec des assignats seulement des terrains d’une étendue immense, qui divisés depuis à l’infini font la fortune d’un grand nombre de familles ».

## Ce qu’il en reste

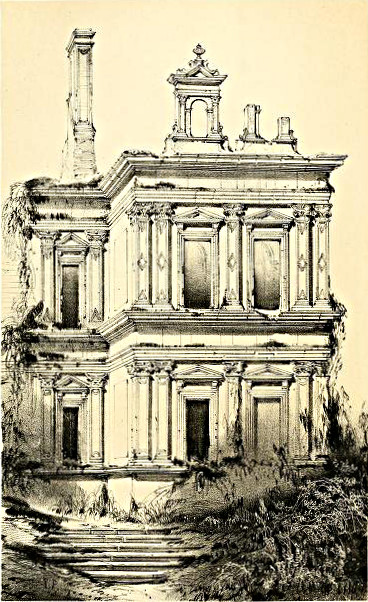
Pavillon nord du château de Chaumot en 1830

De ce château, il ne reste actuellement que des ruines et quelques bâtiments des communs : la Jardinerie et la Serrurerie et l'avenue du Mardelin, des aqueducs souterrains, des caves, ses trois sources, son réservoir inférieur, ses fossés, et bien sûr ses bois du parc, etc. « Les jardins sont aujourd’hui des champs de blé, et le château lui-même est un monceau de décombres mille fois plus pénible à voir que les débris d’un monument ancien que le temps seul aurait ruiné » selon l'aquarelliste Victor Petit.

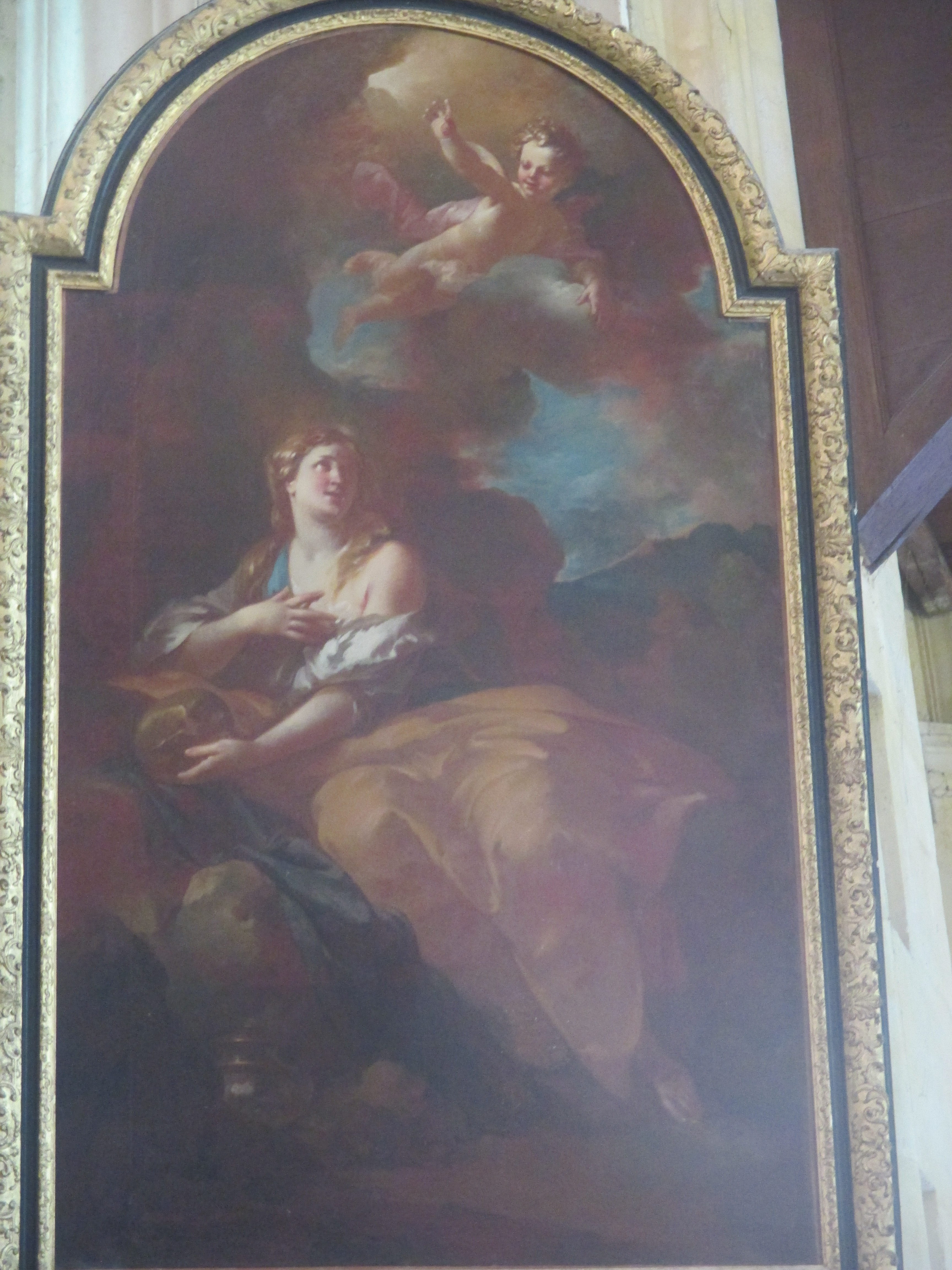
La Madeleine de Cazes, église de Villeneuve-sur-Yonne provenant du château de Chaumot

Du château lui-même, il ne reste que des ruines et une seule tour existe encore aujourd’hui à la ferme Thenard à Chaumot. Il se trouve encore des traces des profonds fossés qui abritaient encore les caves du château. Les fossés jugés trop dangereux et les entrées de ses caves, dont l’une était voûtée d’ogive peinte en bleu, ont été bouchés dans les années 1990 pour que les vaches n’y tombent pas.

D’autres éléments du château ont été vendus ou envoyés à l'étranger. Mais il se trouve encore au village: le tableau de la Madeleine de Cazes à l’église de Villeneuve-sur-Yonne, ainsi que les boiseries du château qui se trouvent aujourd’hui dans une maison notariale. Un tunnel souterrain médiéval, existerait entre le château de Mardelin et le château de Chaumot selon une tradition locale.
D'autres décors de Chaumot se trouvent dans d'autres château: ; la grande grille et autres éléments au château de Pennery, à Saint-Hilaire-les-Andrésis ; 

## Le legs Thénard
La petite fille et la seule héritière du chimiste Louis Jacques Thénard lègue, à sa mort en 1916, tous ses biens au bénéfice d'enfants orphelins nécessiteux. Après des années de procédures judiciaires, les biens, dont les terres situées à l'emplacement du château et de son parc, sont attribués, en 1948, aux 5 communes concernées (Bussy-le-Repos, Chaumot, Marsangy, Rousson, Villeneuve-sur-Yonne). Un syndicat intercommunal est chargé de gérer le legs et les revenus viennent en aide à des orphelins de ces communes,.
Parmi les nombreux et vastes bois, bâtiments, terres cultivées, friches et prés protégés par le legs Thénard, les éléments liés au château sont les suivants :
- les grands bois du Parc
- les bâtiments de l’ancienne maison du jardinier du château dite la Jardinerie (dont la rénovation est en projet[6])
- une des deux grandes caves à vin du château au hameau des Vinées
- les deux moulins Neuf et Vieux, ce dernier étant en ruines
- les prés (quasi-totalité des anciens jardins) et les ruines du château lui-même, où se trouvent encore les sous-sols
- Le pigeonnier du château (dont la rénovation est en projet[6]) qui est l'une des deux tourelles déplacées à la ferme Thénard en 1830[7]

Les forêts et leur voisinage, en particulier les terrains du château et son parc ont fait l'objet en juin 2013 d’un inventaire naturel par le Muséum National d'Histoire Naturelle (MNHN) qui a mis en évidence une grande diversité parmi la faune et de la flore et la présence de nombreuses espèces rares et protégées.
Le comité du Legs Thénard a pris la décision, en 2011, de créer une nouvelle route forestière en calcaire, sur le tracé d'une ancienne allée du parc jadis bordée de quatorze statues des jardins du château, pour desservir une zone enclavée sur le territoire de Bussy-le-Repos, en limite de Chaumot. La maîtrise d’œuvre a été confiée à l'Office national des forêts (ONF). Elle mesure 1.080 m sur 3,50 m de large et est bordée d'un côté par l'ancien aqueduc souterrain et de l'autre par un fossé creusé en 2013 et marquant la limite des deux communes. Accessible aux camions grumiers, elle comprend une place de retournement et un espace de chargement le long de la route Bussy-Chaumot, qui permet de dégager la circulation sur cette voie.

## Personnalités

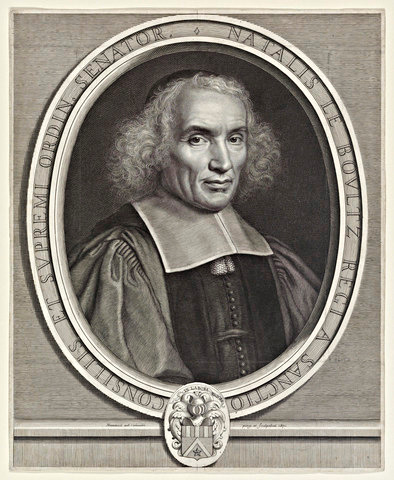
le conseiller au Parlement de Paris Noël Le Boultz
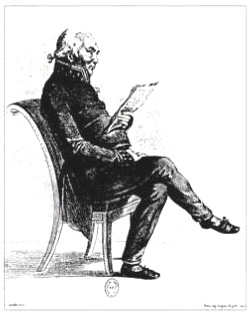
Le duc Victurnien de Mortemart
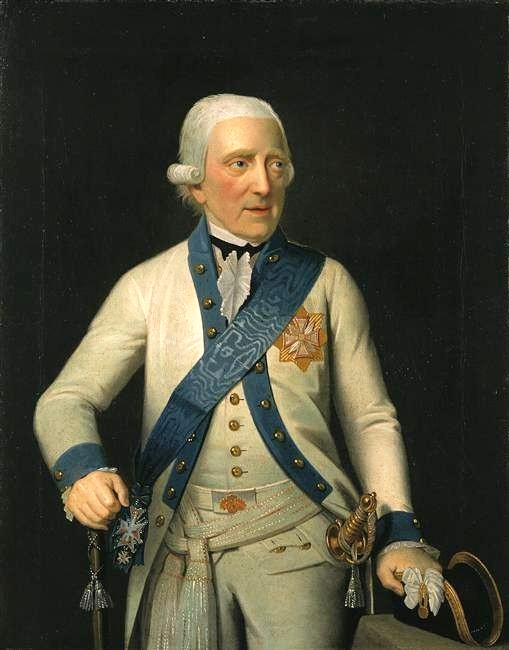
Le prince régent Xavier de Saxe
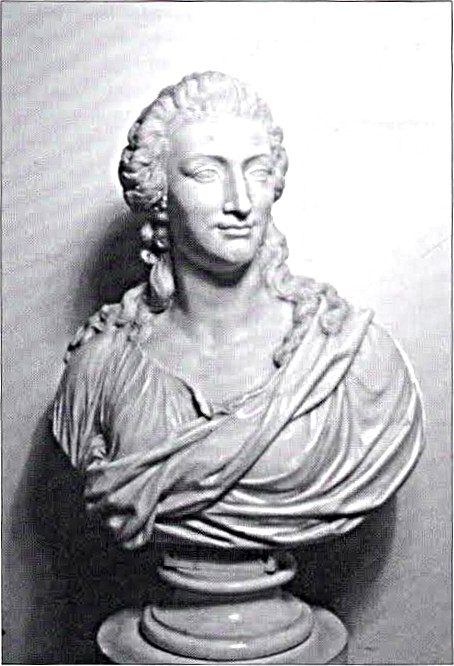
La comtesse Claire de Spinucci
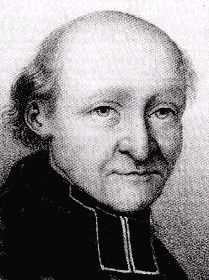
L’abbé Augustin de Barruel
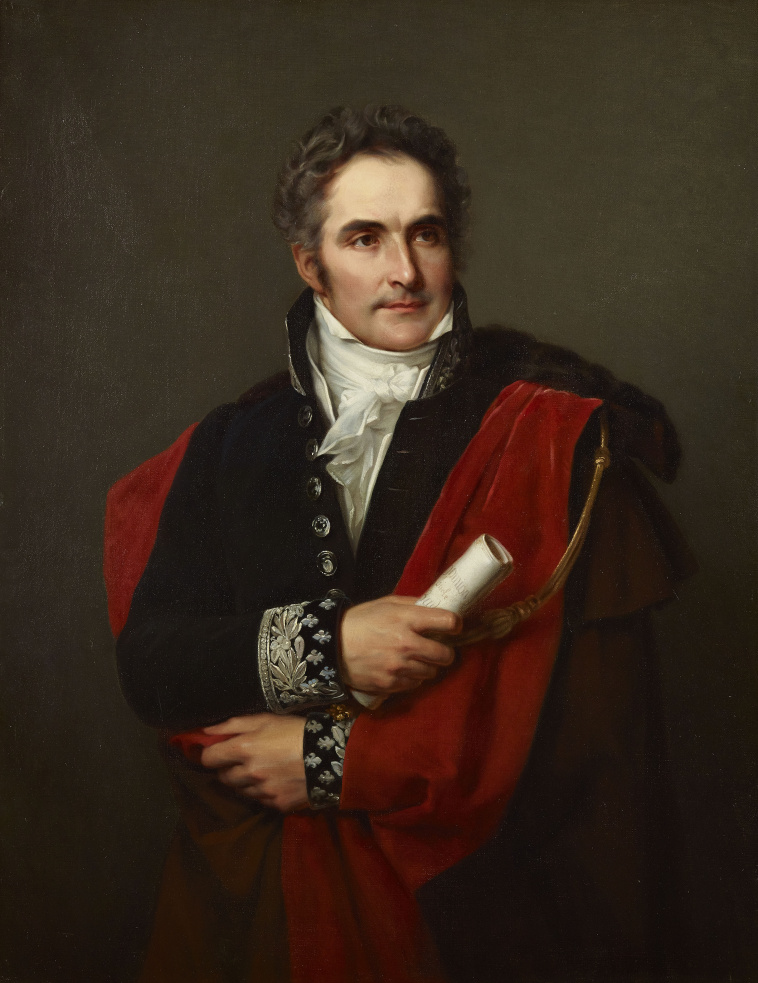
le politique, banquier et industriel Casimir Pierre Périer
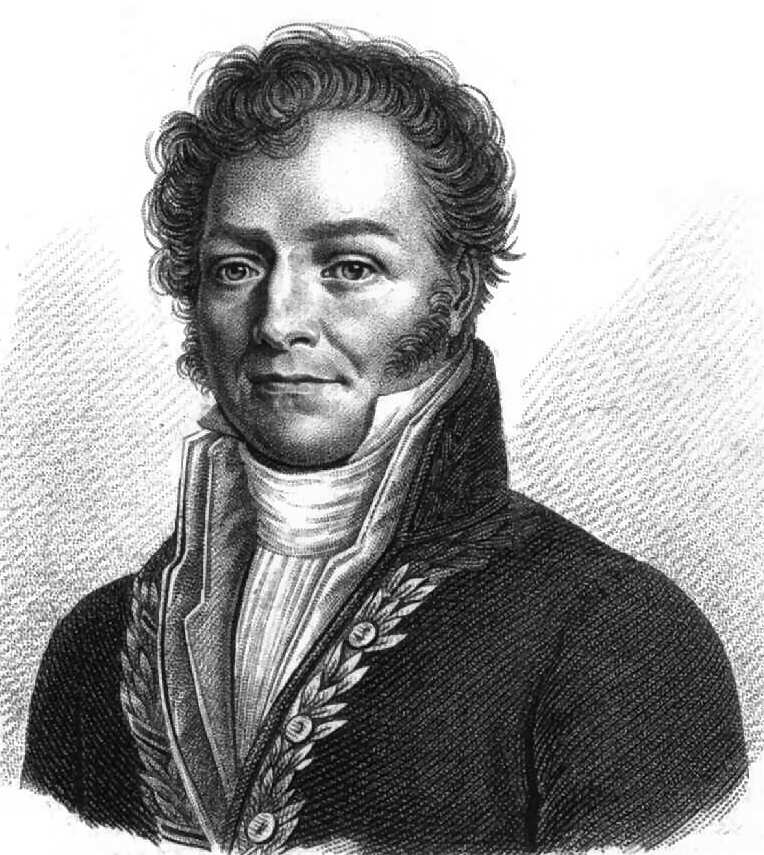
Le baron et chimiste Louis Jacques Thénard